# Carl Friedrich Heintz

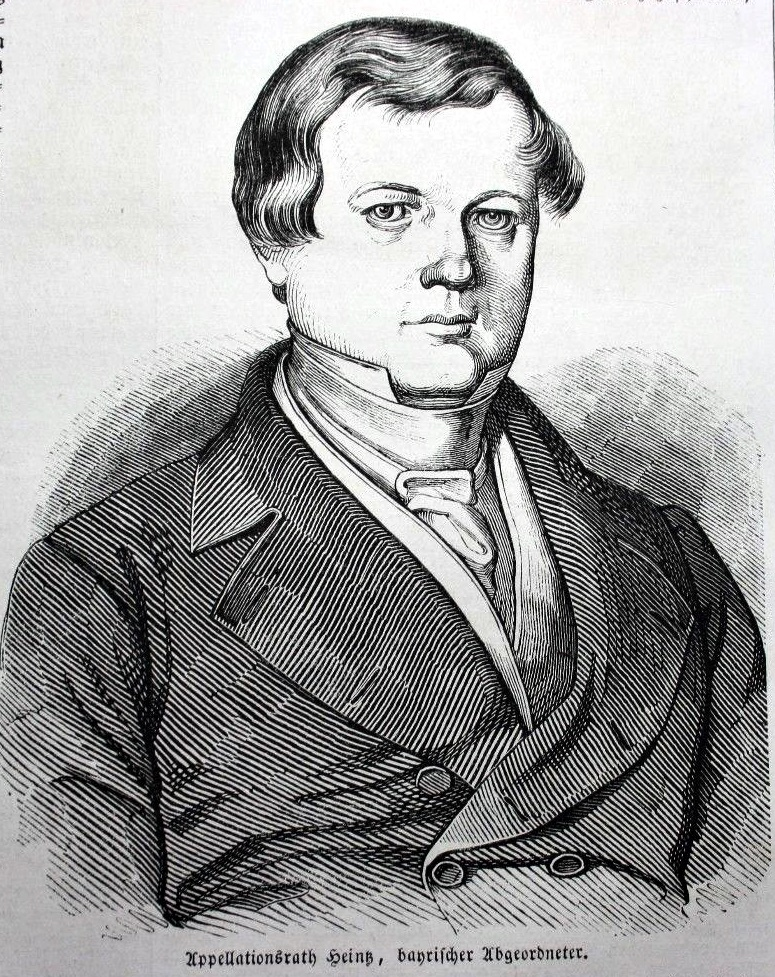
Carl Friedrich Heintz (1848)

Carl Friedrich Heintz, ab 1848 Ritter von Heintz (* 4. April 1802 in Kleeburg/Unterelsass; † 16. August 1868 in München), war Präsident der Kammer der Abgeordneten und königlich bayerischer Staatsminister der Justiz.

## Leben und Wirken
Der Sohn des Pfarrers und Historikers Philipp Casimir Heintz besuchte das Gymnasium in Zweibrücken und seit 1819 das Lyzeum in München, welches er im Herbst 1820 mit Auszeichnung abschloss. Er studierte bis 1823 in Heidelberg und Erlangen Rechtswissenschaften und bestand 1825 den Staatskonkurs "mit Auszeichnung". Während seines Studiums wurde er 1821 Mitglied der Burschenschaft Arminia Erlangen, der späteren Burschenschaft der Bubenreuther. Ab 1826 war er Rechtsanwalt in Zweibrücken und trat 1831 als Staatsprokuratorsubstitut in eine Beamtenlaufbahn ein. 1833 wurde er 2., 1838 1. Staatsprokurator und 1839 Appellationsgerichtsrat am Appellationsgericht der Pfalz in Zweibrücken. Von März 1849 bis 1866 war er Vizepräsident des Oberappellationsgerichts in München, von Oktober 1866 bis zu seinem Tod war er dessen Präsident.
Heintz gehörte von 1845 bis 1848 als Abgeordneter der V. Klasse (Bezirk Pfalz) der Kammer der Abgeordneten der Bayerischen Ständeversammlung an. In der Märzrevolution amtierte er vom 17. bis 25. März 1848 als Präsident der Kammer. Sein Abgeordnetenmandat legte er nieder, als er am 25. März 1848 zum bayerischen Staatsminister der Justiz ernannt wurde. Im April 1848 wurde Heintz durch König Maximilian II. zum Reichsrat auf Lebenszeit ernannt, im Dezember 1848 wurde er in den persönlichen Adelsstand erhoben. Der linksliberale  Heintz reichte im Frühjahr 1849 seinen Rücktritt als Minister ein, weil er sich mit konservativen Tendenzen in der Politik des Königs nicht identifizieren konnte. Am 5. März 1849 erfolgte seine Amtsenthebung und zugleich die Ernennung zum außerordentlichen Staatsrat. Danach stand Heintz für seine politischen Aktivitäten nur noch die Bühne der Kammer der Reichsräte zur Verfügung, in der er aber ein Außenseiter blieb.  
Der evangelische Pfarrer und Sozialreformer Hieronymus Hofer war sein Schwager.